# Бошкевич Марія Миколаївна
Марія Миколаївна Бошкевич (нар. 24 листопада 1926, село Митниця, тепер Тернопільського району Тернопільської області — ?) — українська радянська діячка, новатор сільськогосподарського виробництва, доярка колгоспу «Україна» Скалатського (Підволочиського) району Тернопільської області. Депутат Верховної Ради УРСР 5-го скликання.

## Біографія
Народилася у бідній селянській родині. Наймитувала, працювала у власному господарстві у селі Пізнанка (тепер — село Поділля) Скалатського (тепер — Підволочиського) району.
З кінця 1940-х років — ланкова, з 1953 року — доярка колгоспу імені Хрущова (потім — «Україна») села Магдалівки Скалатського (тепер — Підволочиського) району Тернопільської області. У 1958 році надоїла по 5 440 літрів молока від кожної корови.
Закінчила зоотехнічні курси.
Потім — на пенсії в селі Поділля Підволочиського району Тернопільської області.

## Нагороди
- орден Трудового Червоного Прапора (26.02.1958)
- медалі